# 米提瑪
米提瑪（Metemma）是埃塞俄比亞西北部阿姆哈拉州的小鎮，座標12°58′N 36°12′E / 12.967°N 36.200°E，位於與蘇丹接壤的邊界，海拔685米。根據埃塞俄比亞中央統計局2005年的人口普查資料，米提瑪人口約5,581，其中男性3,132人，女性2,449人。